# تراووپروست
تراووپروست (انگلیسی: Travoprost) تراووپروست که با نام تجاری Travatan از جمله داروهای دیگر فروخته می‌شود، دارویی است که برای درمان فشار بالای داخل چشم از جمله گلوکوم استفاده می‌شود.  به طور خاص برای گلوکوم با زاویه باز استفاده می‌شود که سایر عوامل کافی نیستند. این دارو به عنوان قطره چشم استفاده می‌شود. اثرات معمولا در عرض دو ساعت رخ می‌دهد.
عوارض جانبی رایج عبارتند از قرمزی چشم، تاری دید، درد چشم، خشکی چشم و تغییر رنگ چشم. سایر عوارض جانبی مهم ممکن است شامل آب مروارید باشد. استفاده در دوران بارداری یا شیردهی معمولاً توصیه نمی‌شود. این دارو یک آنالوگ پروستاگلاندین است و با افزایش خروج مایعات آبی از چشم عمل می‌کند.

تراووپروست برای استفاده پزشکی در ایالات متحده و اتحادیه اروپا در سال ۲۰۰۱ تأیید شد. این دارو به عنوان یک داروی عمومی در بریتانیا در دسترس است.  در سال ۲۰۱۷، با بیش از دو میلیون نسخه، دویست و دوازدهمین داروی رایج در ایالات متحده بود.

## کاربرد پزشکی
تراووپروست برای درمان فشار بالای داخل چشم از جمله گلوکوم استفاده می‌شود. به طور خاص برای گلوکوم با زاویه باز استفاده می‌شود که سایر عوامل کافی نیستند.

## عوارض جانبی
عوارض جانبی احتمالی عبارتند از:
- تاری دید
- قرمزی پلک
- تیره شدن دائمی مژه‌ها
- ناراحتی چشم

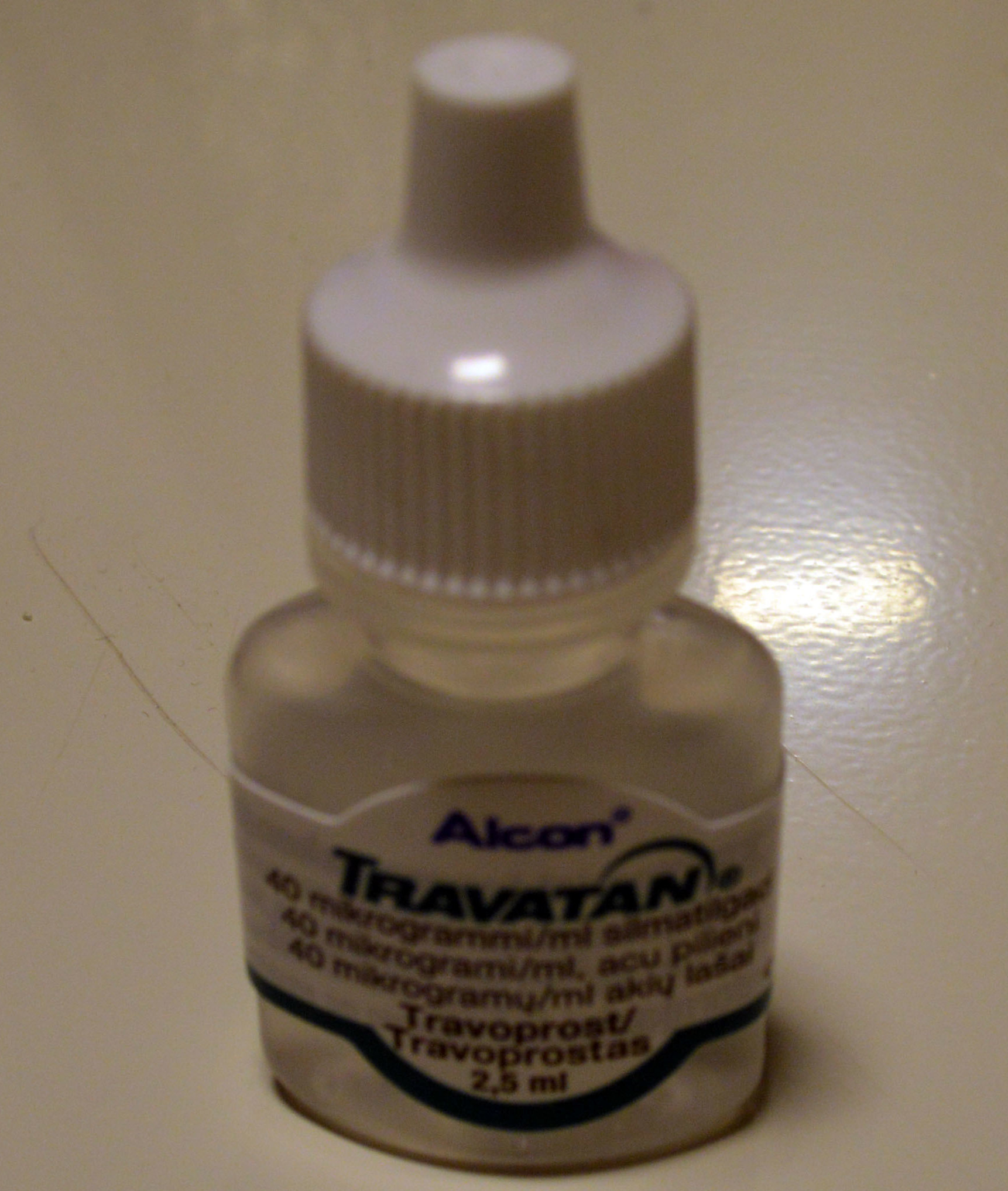
یک قطره ۲.۵ میلی‌لیتری تراواتان

- تیره شدن دائمی عنبیه به قهوه‌ای (هتروکرومی)
- احساس سوزش در حین استفاده
- پرپشت شدن مژه‌ها
- التهاب غده پروستات، محدود کردن جریان ادرار (BPH)

پژوهش‌ها نشان می‌دهد که پاک کردن چشم با یک پد جاذب پس از مصرف قطره‌های چشمی می‌تواند منجر به کوتاه‌تر شدن مژه‌ها و احتمال کم‌رنگ شدن رنگدانه در پلک در مقایسه با پاک نکردن مایع اضافی شود.

## فارماکولوژی
این دارو یک آنالوگ پروستاگلاندین مصنوعی (یا به طور خاص، آنالوگ پروستاگلاندین F2α) است که با افزایش خروج مایع آبی از چشم کار می‌کند.
مانند سایر آنالوگ‌های پروستاگلاندین F2α مانند تافلوپروست و لاتانوپروست، تراووپروست یک پیش داروی استری اسید آزاد است که به عنوان آگونیست در گیرنده پروستاگلاندین F عمل می‌کند و خروج مایع آبی را از چشم افزایش می‌دهد و در نتیجه فشار درون چشم را کاهش می‌دهد.